# Lycastes exulans
A Lycastes exulans a rovarok (Insecta) osztályának lepkék (Lepidoptera) rendjébe, ezen belül a csüngőlepkefélék (Zygaenidae) családjába tartozó faj.

## Előfordulása
A Lycastes exulans a Pireneusokban és az Alpokban honos. Nem ritka, kis területre szűkülő előfordulása miatt azonban veszélyeztetett faj.

## Megjelenése
A Lycastes exulans elülső szárnya 1,3–1,5 centiméter hosszú, fekete, 3 nagy vörös ponttal és egy szárnytőfolttal. Hátulsó szárnya vörös.

## Életmódja
A Lycastes exulans magashegységi faj, 1800-3000 méter közötti tengerszint feletti magasságban a virágos havasi réteken repül.

## Szaporodása
A Lycastes exulans július–augusztus között repül. Hernyóidőszaka augusztustól május tart. Hernyói társasan élnek, és így is telelnek át, többnyire kétszer, mielőtt bebábozódnak. A vékony falú bábbölcsőt sziklafalakon találhatjuk meg. Tápnövényeit pillangósvirágúak alkotják.